# USS Frost (DE-144)
USS Frost (DE-144) là một tàu hộ tống khu trục lớp Edsall từng phục vụ cùng Hải quân Hoa Kỳ trong Chiến tranh Thế giới thứ hai. Nó là chiếc tàu chiến duy nhất của Hải quân Hoa Kỳ được đặt cái tên này, theo tên Trung tá Hải quân Holloway Halstead Frost (1889-1935), người được tặng thưởng Huân chương Chữ thập Hải quân do thành tích phục vụ trong Chiến tranh Thế giới thứ nhất, đồng thời có nhiều đóng góp cho việc phát triển chiến thuật của không quân và chiến thuật chống tàu ngầm. Nó đã phục vụ cho đến khi chiến tranh kết thúc, xuất biên chế năm 1946, rồi bị bán để tháo dỡ vào năm 1966. Frost được tặng thưởng danh hiệu Đơn vị Tuyên dương Tổng thống cùng bảy Ngôi sao Chiến trận do thành tích phục vụ trong Thế Chiến II.

## Thiết kế và chế tạo
Lớp Edsall có thiết kế hầu như tương tự với lớp Cannon dẫn trước; khác biệt chủ yếu là ở hệ thống động lực Kiểu FMR do được trang bị động cơ diesel Fairbanks-Morse dẫn động qua hộp số giảm tốc đến trục chân vịt. Đây là cấu hình động cơ được áp dụng rộng rãi trên tàu ngầm, được chứng tỏ là có độ tin cậy cao hơn so với lớp Cannon.
Vũ khí trang bị bao gồm ba pháo 3 in (76 mm)/50 cal trên tháp pháo nòng đơn có thể đối hạm hoặc phòng không, một khẩu đội pháo phòng không Bofors 40 mm nòng đôi và tám pháo phòng không Oerlikon 20 mm. Vũ khí chống ngầm bao gồm một dàn súng cối chống tàu ngầm Hedgehog Mk. 10 (có 24 nòng và mang theo 144 quả đạn); hai đường ray Mk. 9 và tám máy phóng K3 Mk. 6 để thả mìn sâu. Con tàu vẫn giữ lại ba ống phóng ngư lôi Mark 15 21 inch (533 mm), và được trang bị radar SC dò tìm không trung và mặt biển. Thủy thủ đoàn đầy đủ bao gồm 186 sĩ quan và thủy thủ.
Frost được đặt lườn tại xưởng tàu của hãng Consolidated Steel Corporation ở Orange, Texas vào ngày 13 tháng 1, 1943. Nó được hạ thủy vào ngày 21 tháng 3, 1943, được đỡ đầu bởi bà Holloway H. Frost, vợ góa Trung tá Frost, và nhập biên chế cùng Hải quân Hoa Kỳ vào ngày 30 tháng 8, 1943 dưới quyền chỉ huy của Hạm trưởng, Thiếu tá Hải quân Theodore Small Lank.

## Lịch sử hoạt động
Sau khi hoàn tất việc chạy thử máy huấn luyện tại khu vực biển Caribe, Frost hộ tống một đoàn tàu vận tải vượt Đại Tây Dương để đi đến Casablanca, Maroc thuộc Pháp từ ngày 11 tháng 11 đến ngày 25 tháng 12, 1943. Sau đó nó đảm trách việc hộ tống vận tải ven biển, rồi gia nhập một đội đặc nhiệm tìm-diệt tàu ngầm, được hình thành chung quanh tàu sân bay hộ tống Croatan (CVE-25).
Trong chuyến tuần tra tìm-diệt đầu tiên của Frost cùng với đội đặc nhiệm từ ngày 24 tháng 3 đến ngày 11 tháng 5, 1944, nó đã trợ giúp vào việc truy tìm tàu ngầm U-boat U-856, mà sau cùng đã bị các tàu khu trục [[USS Champlin (DD-601}3)|USS Champlin (DD-601}3)]] và tàu hộ tống khu trục Huse (DE-145) đánh chìm vào ngày 7 tháng 4 tại tọa độ 40°18′B 62°22′T / 40,3°B 62,367°T; 27 thành viên thủy thủ đoàn của U-856 đã tử trận, và 28 người sống sót bị bắt làm tù binh. Đến ngày 26 tháng 4, sau khi một máy bay cất cánh từ Croatan phát hiện ra tàu ngầm đối phương, nó đã tấn công bằng mìn sâu để góp công cùng các tàu hộ tống Huse, Barber (DE-161) và Snowden (DE-246) trong việc đánh chìm chiếc U-488 tại tọa độ 17°54′B 38°05′T / 17,9°B 38,083°T; toàn bộ 64 thành viên thủy thủ đoàn của U-488 đều tử trận.
Trong chuyến tuần tra tìm-diệt thứ hai từ ngày 3 tháng 6 đến ngày 22 tháng 7 nhằm bảo vệ cho các đoàn tàu vận tải đang hướng sang Casablanca, Frost dò được qua sonar mục tiêu là chiếc U-490 vào ngày 11 tháng 6. Cuộc tấn công kéo dài bởi các tàu hộ tống khu trục đã khiến chiếc U-boat bị cạn oxy và buộc phải nổi lên mặt nước. U-490 bị đánh chìm bởi hỏa lực hải pháo của Frost, Huse và Inch (DE-146) tại tọa độ 42°47′B 40°08′T / 42,783°B 40,133°T; toàn bộ 60 thành viên thủy thủ đoàn của U-490 đều sống sót và bị bắt làm tù binh, trong đó 13 người do Frost bắt giữ. Sang ngày 3 tháng 7, một cuộc tấn công kéo dài hai giờ về phía Tây Bắc quần đảo Madeira, Bồ Đào Nha do Frost và Inch tiến hành đã đánh chìm chiếc U-154 tại tọa độ 34°00′B 19°30′T / 34°B 19,5°T; toàn bộ 57 thành viên thủy thủ đoàn của U-154 đều tử trận.
Trong chuyến tuần tra tìm-diệt thứ ba từ ngày 20 tháng 8 đến ngày 2 tháng 10, Frost đã cứu vớt những người sống sót từ tàu khu trục Warrington (DD-383) vốn đã bị lật úp và đắm trong một cơn bão vào đêm 13-14 tháng 9. Con tàu được huấn luyện tại Bermuda và tại vịnh Guantánamo, Cuba trước khi thực hiện chuyến tuần tra thứ tư từ ngày 23 tháng 1 đến ngày 7 tháng 2, khi đội đặc nhiệm của nó tham gia thành phần hộ tống cho tàu tuần dương hạng nặng Quincy (CA-71), vốn đang đưa Tổng thống Franklin D. Roosevelt đi tham dự Hội nghị Yalta. Con tàu lại tiếp tục được huấn luyện tại khu vực vịnh Narragansett và vịnh Casco nhằm chuẩn bị cho các lượt tuần tra chống tàu ngầm tiếp theo.
Trong đêm 15-16 tháng 4, Stanton (DE-247) phát hiện ra tàu ngầm đối phương ngay trước nữa đêm, và nó phối hợp cùng với Frost để tấn công bằng mìn sâu khi đối thủ lặn để lẩn tránh, tạo ra một vụ nổ ngầm lớn dưới nước lúc 01 giờ 14 phút ngày 16 tháng 4. U-880 đã bị đánh chìm tại tọa độ 47°18′B 30°26′T / 47,3°B 30,433°T; toàn bộ 49 thành viên thủy thủ đoàn của U-880 đều tử trận. Ngay sau đó lúc 01 giờ 55 phút, Frost lại phát hiện một mục tiêu khác, nên nó cùng với Stanton bật đèn pha chiếu sáng chiếc U-1235 và nổ súng. Khi đối thủ lặn xuống nước, hai chiếc tàu hộ tống khu trục tiếp tục phối hợp tấn công bằng mìn sâu, gây ra một vụ nổ lớn dưới nước lúc 04 giờ 10 phút. U-1235 bị đánh chìm tại tọa độ 42°54′B 30°25′T / 42,9°B 30,417°T; toàn bộ 57 thành viên thủy thủ đoàn của U-1235 đều tử trận.Frost được tặng thưởng danh hiệu Đơn vị Tuyên dương Tổng thống do kết quả hoạt động tìm-diệt tàu ngầm xuất sắc trong đợt tuần tra này.
Sau khi chiến tranh kết thúc tại Châu Âu, Frost khởi hành từ Boston, Massachusetts vào ngày 10 tháng 7 để huấn luyện tại vàng biển Caribe, nhằm chuẩn bị cho việc điều động sang khu vực Mặt trận Thái Bình Dương. Tuy nhiên con tàu chỉ đi đến Trân Châu Cảng sau khi Nhật Bản đã chấp nhận đầu hàng vào ngày 15 tháng 8, giúp chấm dứt vĩnh viễn cuộc xung đột. Nó vận chuyển hành khách quay trở về San Diego, California, rồi tiếp tục quay trở lại vùng bờ Đông, về đến Norfolk, Virginia trước khi đi đến Green Cove Springs, Florida. Frost được cho xuất biên chế tại đây vào ngày 18 tháng 6, 1946, và được đưa về Hạm đội Dự bị Đại Tây Dương. Tên nó được cho rút khỏi danh sách Đăng bạ Hải quân vào ngày 1 tháng 4, 1965, và con tàu sau cùng bị bán để tháo dỡ vào ngày 29 tháng 12, 1966.

## Phần thưởng
Frost được tặng thưởng danh hiệu Đơn vị Tuyên dương Tổng thống cùng bảy Ngôi sao Chiến trận do thành tích phục vụ trong Thế Chiến II.
|  |                                         |  |
|  | Silver star · Bronze star · Bronze star |  |

| Dãi băng Hoạt động Tác chiến (truy tặng) | Dãi băng Hoạt động Tác chiến (truy tặng)                                     | Đơn vị Tuyên Dương Tổng thống                                                | Đơn vị Tuyên Dương Tổng thống        |
| Huân chương Chiến dịch Hoa Kỳ            | Huân chương Chiến dịch Châu Âu-Châu Phi-Trung Đông với 7 Ngôi sao Chiến trận | Huân chương Chiến dịch Châu Âu-Châu Phi-Trung Đông với 7 Ngôi sao Chiến trận | Huân chương Chiến thắng Thế Chiến II |